# 新港瀑布
23°8′0.35″N 121°20′21.60″E / 23.1334306°N 121.3393333°E
新港瀑布，又名麻荖漏山瀑布，日治時期稱之為「惟神瀧」，因晨間瀑布瀰漫豐沛的水氣，水氣反射陽光而展現彩虹優美弧線，故又稱「彩虹瀑布」。位於台灣台東縣成功鎮西側，地理上屬台灣海岸山脈東側新港山山麓，瀑布標高約760公尺至510公尺，落差約250公尺。屬於新港溪流域，位於其溪上游北支流附近，也是新港山的地標。為東部海岸落差最大的瀑布，因而名列台灣十大名瀑之一，常與花蓮縣羅山瀑布的規模相比較。

## 交通資訊
- 自行開車：沿台11線至成功鎮市區，轉三民路至三民國小斜對面路口，循往武聖宮標示方往(富榮路 - 三民產業道路)前駛，800公尺叉路口豎有前往麻荖漏步道告示牌，沿途均有指標。前行約4.1K路左有一小擋水牆，擋水牆前左上小路，約500公尺水泥路盡頭大千根榕即為步道起登點，全程約5.4K。步道入口停車處僅能停小型轎車約3輛且迴轉不易，如車輛較多或中型以上車輛，最好停靠「擋水牆」旁馬路邊[3]。

- 大眾運輸：可搭乘立榮、華信航空航班至台東航空站，或搭乘台鐵至台東站，轉乘國光或鼎東客運台東往成功、花蓮方向的公車，至成功下車後，再搭乘計程車或步行前往[6]。

- 麻荖漏步道前段以山徑居多，後段則以「之」字型路徑溯新港北溪而上，部分路段設有繩索輔助，於409公尺及805公尺處設有休息點，是屬於難度稍高的步道。步道終點有一處小瀑阻隔，並無法進入到新港瀑布下方。步道多為溪谷路段，由於溪石路滑，健行時應注意，雨天過後易造成土石坍方及溪水暴漲，且於雨中行走易造成打滑危險，故建議出發前需留意天氣狀況[1]。

## 解
1. ↑  成功鎮舊名即為「麻荖漏」，為阿美族語，有「草木枯萎之狀」、「烤乾之地」、「東西在火上展開烘乾」等含意。
2. ↑  根據《臺灣通用電子地圖【NLSC】》、《臺灣通用正射影像【NLSC】》對照。

## 外部連結
- 在Youtube的新港瀑布影像 （页面存档备份，存于）
- 在Youtube的新港瀑布空拍影像
- 在Panoramio的新港瀑布影像